# Into the Abyss
Into the Abyss är det svenska death metal-bandet Hypocrisys sjunde studioalbum och släpptes 2000.

## Låtlista
1. "Legions Descend" − 3:53
2. "Blinded" − 4:18
3. "Resurrected" − 5:36
4. "Unleash the Beast" − 3:29
5. "Digital Prophecy" − 3:08
6. "Fire in the Sky" − 4:58
7. "Total Eclipse" − 3:09
8. "Unfold the Sorrow" − 4:28
9. "Sodomized" − 3:19
10. "Deathrow (No Regrets)" − 5:46
11. "Roswell 47 (demo)" (japanskt bonusspår)